# Aloeu (filho de Hélio)
Aloeu, na mitologia grega, era um filho do deus Hélio, e foi o pai de Epopeu, rei de Sicião e Éfira (Corinto).
Hélio deu dois reinos a seus filhos Aloeu e Eetes: Aloeu recebeu Aesopia, e Eetes recebeu Epliyraea, mas quando Eetes partiu para a Cólquida, deixou Bunus, filho de Hermes e Alcidamea como rei; quando Bunus morreu, Epopeu unificou os reinos.